# Vestkysten
Die Vestkysten (dänisch „Westküste“) ist ein Fischereischutzschiff der dänischen Fischereibehörde Fiskeristyrelsen. Eigner des Schiffes ist das Udenrigsministeriet (Außenministerium).

## Geschichte
Das Schiff wurde vom Schiffsingenieurbüro Knud E. Hansen in Helsingør entworfen und unter der Baunummer 108 auf der Werft Marstal Stålskibsværft og Maskinfabrik in Marstal für das damalige Fiskeriministeriet (Fischereiministerium) gebaut. Der Bauvertrag wurde am 11. Dezember 1985 geschlossen. Die Kiellegung des Schiffes fand am 23. Juni 1986, der Stapellauf am 28. November 1986 statt. Die Fertigstellung des Schiffes erfolgte am 26. Mai 1987.
Voraussichtlich 2021 soll das Schiff von einem Neubau ersetzt werden.

## Beschreibung
Das Schiff wird in erster Linie in der Nordsee, im Skagerrak und im Kattegat im Bereich der Überwachung und Kontrolle der Fischerei eingesetzt. Es steht auch für Hilfseinsätze zur Verfügung und kann als Schlepper genutzt werden.
Das Schiff wird von zwei MAN-B&W-Dieselmotoren des Typs 6L23/30D mit zusammen 1620 kW Leistung angetrieben. Die Motoren wirken über Untersetzungsgetriebe auf einen Verstellpropeller. Das Schiff ist mit einem Bug- und einem Heckstrahlruder ausgestattet.
Für die Stromerzeugung stehen ein von den Hauptmotoren sowie zwei von Scania-Dieselmotoren angetriebene Generatoren zur Verfügung. Weiterhin wurde ein von einem Valmet-Dieselmotor angetriebener Notgenerator verbaut.
Die Decksaufbauten befinden sich im mittleren Bereich des Schiffes. Vor den Decksaufbauten befindet sich ein Kran zum Bewegen von Lasten. Hinter den Decksaufbauten befindet sich ein offenes Arbeitsdeck.
Für den Einsatz des Schiffes stehen drei Besatzungen zur Verfügung, die jeweils zehn Tage an Bord im Einsatz sind.